# Hongqi CA770

El Hongqi CA770 és una limusina produïda per FAW Hongqi com a successora del Hongqi CA72. El CA770 va estar en producció des de 1966 fins a 1981, encara que en números limitats. Dels diferents models del CA770 sols se'n produïren 1520 unitats.
Construït sobre una plataforma basada en el Chrysler Imperial, es van construir al voltant de 1.600 Hongqi amb motor V8, i al llarg dels anys es van llançar diverses versions, incloent un model de distància entre eixos llarga de 1965 amb tres fileres de seients i un blindat de 1969 (CA772). També es va produir una versió de camioneta, amb tres construïdes. Es va planificar una versió del cotxe per a ús fúnebre, però mai es va produir. La sèrie 770 estava impulsada per un motor Chrysler 5.6 L V8 de 215 CV, tot i que la carrosseria va ser dissenyada per First Auto Works.
El desembre del 1987 hi hagué una completa remodelació del vehicle. El model CA775 perdé part de l'elegància del disseny, però amb un motor més potent. Després de la interrupció del CA770 el 1981, no hi hagué cap successor fins al 1989, quan la companyia va començar a produir el Hongqi CA7225LH, adaptació més o menys estirada en limusina del model Mingshi, una versió de l'Audi 100 produïda amb llicència gràcies a la col·laboració FAW-Volkswagen.
L'últim model fou el CA7560, fabricat en col·laboració amb Volkswagen. Els models anteriors tenien un interior similar al CA770 original, però amb algunes peces interiors del Peugeot 504. Els models posteriors tenien gran part de l'interior de l'Audi 100/200. El motor també era el mateix del CA770. Es construïren uns vint entre 1992 i 1995. El 2004 es feu un prototip anomenat CA7400. Era un remake del Hongqi CA770 basat en el Lincoln Town Car, amb una línia de sostre rebaixada.